# Дино Балтов
Костадин (Дино) Ст. Балтов е български революционер, деец на Вътрешната македоно-одринска революционна организация.

## Биография
Роден е в българския южномакедонски град Кукуш, тогава в Османската империя, днес Килкис в Гърция. Взема дейно участие в националноосвободителните борби на българите в Македония.
В 1903 година участва в сборната чета на Кръстьо Асенов. След Илинденско-Преображенското въстание продължава революционната си дейност. На околийския конгрес в Кукуш в 1905 година край Арджанското езеро е избрано ново ръководство на Кукушката революционна околия. На конгреса са избрани и две околийски съдилища. Първият район включва западната част на града и селата, които се намират на запад от Кукуш. Избраните членове на съдилището на този район са Дино Балтов, Мицо Бръчков и Мицо Хаджиев.
След опожаряването на Кукуш от гърците през Междусъюзническата война се преселва в Свободна България, в столицата София. 
Умира след 1943 година.